# 마가다의 군주 목록
나중에 마가다 제국으로 알려진 마가다 왕국은 고대 인도 북부에 있던 군주국이었다. 수많은 왕조가 마가다를 통치했으며, 기원전 28년경에 사타바하나 제국에 의해 붕괴되었다. 마가다 군주의 역사, 특히 선마우리아 시대의 역사는 다양한 출처에서 서로 다른 주장을 펼치는 등 신비와 전설에 둘러싸여 있다.

## 푸라나 시대

### 브리하드라타 왕조
브리하드라타 왕조는 마가다의 전설적인 왕조였다. 브리하드라타는 기원전 1700년에 이 왕조를 세웠다. 이 왕조는 기원전 1700년부터 기원전 682년까지 10세기 이상 마가다를 다스렸다.

#### 군주 목록
브리하드라타 왕조의 21명의 왕이 브리하드라타 자신부터 시작하여 마가다를 통치했다.
| 군주           | 재위                   |
| -------------- | ---------------------- |
| 브리하드라타   | 기원전 1700년 ~ 1680년 |
| 자라산다       | 기원전 1680년 ~ 1665년 |
| 사하데바       | 기원전 1665년 ~ 1661년 |
| 소마디         | 기원전 1661년 ~ 1603년 |
| 스루타스라바스 | 기원전 1603년 ~ 1539년 |
| 아유타유스     | 기원전 1539년 ~ 1503년 |
| 니라미트라     | 기원전 1503년 ~ 1463년 |
| 수크샤트라     | 기원전 1463년 ~ 1405년 |
| 브리하트카르만 | 기원전 1405년 ~ 1382년 |
| 세나지트       | 기원전 1382년 ~ 1332년 |
| 스루탄자야     | 기원전 1332년 ~ 1292년 |
| 비프라         | 기원전 1292년 ~ 1257년 |
| 수치           | 기원전 1257년 ~ 1199년 |
| 크셰미야       | 기원전 1199년 ~ 1171년 |
| 사브라타       | 기원전 1171년 ~ 1107년 |
| 다르마         | 기원전 1107년 ~ 1043년 |
| 수수마         | 기원전 1043년 ~ 970년  |
| 드리다세나     | 기원전 970년 ~ 912년   |
| 수마티         | 기원전 912년 ~ 879년   |
| 수발라         | 기원전 879년 ~ 857년   |
| 수니타         | 기원전 857년 ~ 817년   |
| 사트야지트     | 기원전 817년 ~ 767년   |
| 비슈바지트     | 기원전 767년 ~ 732년   |
| 리푼자야       | 기원전 732년 ~ 682년   |

## 십육대국 시대

### 하리얀카 왕조
하리얀카 왕조는 마가다의 2번째 왕조이다. 이 왕조는 기원전 544년에 빔비사라에 의해 창건되었다. 이 왕조는 기원전 544년부터 413년까지 131년 동안 마가다를 다스렸다.

#### 군주 목록
이 왕조에는 여섯 명의 군주가 있었다.
| 군주         | 재위                 | 기간 |
| ------------ | -------------------- | ---- |
| 빔비사라     | 기원전 544년 ~ 492년 | 52   |
| 아자타샤트루 | 기원전 492년 ~ 460년 | 32   |
| 우다인       | 기원전 460년 ~ 444년 | 16   |
| 아누룻다     | 기원전 444년 ~ 440년 | 4    |
| 문다         | 기원전 440년 ~ 437년 | 3    |
| 나가다사카   | 기원전 437년 ~ 413년 | 24   |

### 샤이슈나가 왕조
샤이슈나가 왕조는 마가다의 3번째 왕조였다. 원래 나가다사카 왕의 대신이었던 시슈나가가 기원전 413년에 반란을 일으켜 그를 타도하고 샤이슈나가 왕조를 개창하였다. 이 왕조는 기원전 413년부터 345년까지 68년 동안 마가다를 다스렸다.

#### 군주 목록
총 4명의 군주가 마가다를 다스렸다.
| 군주         | 재위                 | 기간 |
| ------------ | -------------------- | ---- |
| 시슈나가     | 기원전 413년 ~ 395년 | 18   |
| 칼라쇼카     | 기원전 395년 ~ 367년 | 28   |
| 난디바르다나 | 기원전 367년 ~ 355년 | 12   |
| 마하난딘     | 기원전 355년 ~ 345년 | 10   |

### 난다 왕조
난다 왕조는 마가다의 4번째 왕조였다. 기원전 344년에 마하파드마 난다가 자신의 아버지인 마하난딘 왕을 살해하고 난다 왕조를 개창하였다. 이 왕조는 기원전 345년부터 322년까지 23년 동안 마가다를 다스렸다.

#### 군주 목록
| 황제              | 재위                 |
| ----------------- | -------------------- |
| 마하파드마 난다   | 기원전 345년 ~ 340년 |
| 판두카 난다       | 기원전 340년 ~ 339년 |
| 팡후파티 난다     | 기원전 339년 ~ 338년 |
| 부타팔라 난다     | 기원전 338년 ~ 337년 |
| 라슈트라팔라 난다 | 기원전 337년 ~ 336년 |
| 고비샤나카 난다   | 기원전 336년 ~ 335년 |
| 다샤시닥카 난다   | 기원전 335년 ~ 334년 |
| 카이바르타 난다   | 기원전 334년 ~ 333년 |
| 카르비나타 난다   | 기원전 333년 ~ 330년 |
| 다나 난다         | 기원전 330년 ~ 322년 |

출처마다 난다 통치자들의 수가 다르다. 불교, 자이나교, 푸라나에 기록된 난다 통치자는 9명이었지만, 그리스와 로마 기록에는 마하파드마 난다와 그의 아들 다나 난다 두 명만 언급되어 있어 상당히 다르다.

## 중왕국 시대

### 마우리아 왕조
마우리아 왕조는 마가다의 5번째이자 가장 위대한 왕조였다. 찬드라굽타 마우리아는 대규모 군대를 조직하고 다나 난다 왕을 전복시킨 후 기원전 322년에 그의 멘토이자 대고문인 차나키야의 도움으로 마우리아 왕조를 개창하였다. 이 왕조는 기원전 322년부터 기원전 184년까지 138년 동안 마가다를 다스렸다.

#### 마우리아 황제
| 초상 | 이름                  | 생몰년도             | 재위기간             | 가문       | 비고                                                                          |
| ---- | --------------------- | -------------------- | -------------------- | ---------- | ----------------------------------------------------------------------------- |
|      | 찬드라굽타 마우리아   | ? ~ 기원전 293년     | 기원전 321년 ~ 298년 | 마우리아가 | 마우리아 제국의 창건자                                                        |
|      | 빈두사라 마우리아     | 기원전 320년 ~ 273년 | 기원전 298년 ~ 273년 | 마우리아가 | 찬드라굽타 마우리아의 아들                                                    |
|      | 아소카 마우리아       | 기원전 304년 ~ 232년 | 기원전 273년 ~ 232년 | 마우리아가 | 마우리아 제국의 최전성기를 이끈 황제이자 차크라바르틴(전륜성왕)의 역사적 모델 |
|      | 다사라타 마우리아     | 기원전 252년 ~ 224년 | 기원전 232년 ~ 224년 | 마우리아가 |                                                                               |
|      | 삼프라티 마우리아     | ?                    | 기원전 224년 ~ 215년 | 마우리아가 |                                                                               |
|      | 살리수카 마우리아     | ?                    | 기원전 215년 ~ 202년 | 마우리아가 |                                                                               |
|      | 데바바르만 마우리아   | ?                    | 기원전 202년 ~ 195년 | 마우리아가 |                                                                               |
|      | 사타단반 마우리아     | ?                    | 기원전 195년 ~ 187년 | 마우리아가 |                                                                               |
|      | 브리하드라타 마우리아 | ?                    | 기원전 187년 ~ 185년 | 마우리아가 | 마우리아 제국의 마지막 황제                                                   |

### 숭가 왕조
숭가 왕조는 마가다의 6번째 왕조였다. 브리하드라타 마우리아 황제의 세나파티 푸시야미트라 숭가는 기원전 184년에 쿠데타를 일으켜 황제를 살해하고 제위를 찬탈했다. 이 왕조는 기원전 184년부터 기원전 72년까지 112년 동안 마가다를 다스렸다.

#### 숭가 황제
이 왕조에는 9명의 군주가 있었다.
| 황제                        | 재위                 |
| --------------------------- | -------------------- |
| 푸시야미트라 숭가           | 기원전 185년 ~ 149년 |
| 아그니미트라 숭가           | 기원전 149년 ~ 141년 |
| 바수지예슈타 숭가           | 기원전 141년 ~ 131년 |
| 바수미트라 숭가             | 기원전 131년 ~ 124년 |
| 바드라카 숭가               | 기원전 124년 ~ 122년 |
| 풀린다카 숭가               | 기원전 122년 ~ 119년 |
| 고샤 또는 바즈라미트라 숭가 | 기원전 119년 ~ 114년 |
| 바가바드라 숭가             | 기원전 114년 ~ 83년  |
| 데바부티 숭가               | 기원전 83년 ~ 73년   |

### 칸바 왕조
칸바 왕조는 마가다의 여덟 번째이자 마지막 왕조였다. 이 왕조는 기원전 73년 데바부티 황제를 타도한 바수데바 칸바에 의해 창건되었다. 이 왕조는 기원전 73년부터 28년까지 45년 동안 마가다를 다스렸다. 기원전 28년 마지막 황제인 수사르만 칸바가 사타바하나황제 사타카르니 2세에 의해 살해되며 마가다 제국이 붕괴하였다.

#### 칸바 황제
| 황제            | 재위               | 기간 |
| --------------- | ------------------ | ---- |
| 바수데바 칸바   | 기원전 73년 ~ 64년 | 9    |
| 부미미트라 칸바 | 기원전 64년 ~ 50년 | 14   |
| 나라야나 칸바   | 기원전 50년 ~ 38년 | 12   |
| 수사르만 칸바   | 기원전 38년 ~ 28년 | 10   |

## 같이 보기
- 마가다
- 대마가다
- 마가다 프라크리트어
- 마가다-앙가 전쟁
- 마가다-밧지 전쟁
- 마가다-아반티 전쟁